# Nośnik miary
Nośnik miary – pojęcie analogiczne do pojęcia nośnika funkcji. Nie jest to jednak podzbiór σ-algebry, na której miara jest określona, lecz podzbiór przestrzeni, w której jest ona zdefiniowana. Dla rozkładów prawdopodobieństwa nośnikiem miary jest zbiór wszystkich wartości, które może przyjąć zmienna losowa.

## Definicja
Niech {\displaystyle (X,{\mathcal {T}})} będzie przestrzenią topologiczną i niech {\displaystyle \mu } będzie miarą borelowską na {\displaystyle X.} Nośnikiem miary μ nazywamy zbiór wszystkich tych punktów z {\displaystyle X,} których każde otoczenie otwarte ma dodatnią miarę:
{\displaystyle \mathrm {supp} (\mu ):=\{x\in X|\forall x\in N_{x}\in {\mathcal {T}},\mu (N_{x})>0\}.}
Niekiedy jako nośnik miary definiuje się domknięcie tego zbioru, jednak jest to zbędne, gdyż powyższy zbiór jest domknięty.

## Związek z pojęciem nośnika funkcji
Należy zwrócić uwagę na istotną różnicę w pojęciu nośnika funkcji i nośnika miary. Miara jest pewną funkcją z pewnej σ-algebry podzbiorów danej przestrzeni w zbiór liczb rzeczywistych nieujemnych. Nośnik miary interpretowany jako nośnik tej funkcji nie jest tym samym co nośnik miary zdefiniowany powyżej. Pierwsze z tych pojęć oznacza pewien podzbiór σ-algebry, na której określona jest miara (mianowicie zbiór tych zbiorów z tej σ-algebry, które maja miarę dodatnią) podczas gdy drugie oznacza pewien podzbiór samej przestrzeni, w której zdefiniowano miarę.

## Przykłady
Nośnikiem miary Lebesgue’a na zbiorze liczb rzeczywistych {\displaystyle \mathbb {R} } jest cały zbiór {\displaystyle \mathbb {R} .}
Nośnikiem miary Diraca skoncentrowanej w punkcie {\displaystyle p\in \mathbb {R} } jest {\displaystyle \{p\}.}